# Strictly Dishonorable (1931)
Strictly Dishonorable is een Amerikaanse dramafilm uit 1931 onder regie van John M. Stahl. Destijds werd de film uitgebracht onder de titel De eer der vrouw.

## Verhaal
Isabelle is uitgekeken op haar overspelige verloofde. Ze wordt verliefd op de Italiaanse zanger Gus. Hoewel zijn interesse voor Isabelle louter lichamelijk is, is zij vastbesloten om bij Gus te blijven. Hij is onder de indruk van haar ijzeren wil en gaat akkoord met een huwelijk.

## Rolverdeling
| Acteur            | Personage |
| ----------------- | --------- |
| Paul Lukas        | Gus       |
| Sidney Fox        | Isabelle  |
| Lewis Stone       | Rechter   |
| George Meeker     | Henry     |
| William Ricciardi | Tomasso   |
| Sidney Toler      | Mulligan  |